# Murchad mac Finn
Murchad mac Finn († en 972) roi de Leinster de 966 à 972.

## Origine
Murchad  appartient  au Uí Fáeláin  l'un des trois Septs  issus de la dynastie des Uí Dúnlainge, qui alternent sur le trône de Leinster. Il est le fils du prince Finn frère cadet de Bróen mac Máelmórda roi en 943 († 947)  fils de Máel Mórda (†  917)  l'un des trois fils du roi Muirecán mac Diarmato  († 863). Murchad  descendant donc à la 6e génération de  Fáelán mac Murchado († 738)  le fondateur du Sept.

## Règne
Après que son frère Máel Mórda  mac  Finn, « héritier du royaume de Leinster  » ait été mortellement blessé en 966 , Murchad devient roi de Leinster, la même année après la mort de Cellach mac Fáeláin du Sept Uí Dúnchada . Il est tué par traitrise en 972 par le neveu de son prédécesseur Domnall Claen mac Lorcáin . Après sa mort le trône revient à Augaire mac Tuathail du sept  Uí Muiredaig († 978).

## Postérité
Murchad est le père de 
- Máel Mórda mac Murchada roi en 1003 † en 1014 ;
- Gormflaith ingen Murchada † en 1030 ;

## Sources
- (en) Francis John Byrne Irish Kings and High Kings: "Kings of Leinster": Genealogical Tables, p. 290, Dublin, réédition (2004)  (ISBN 1851825525).
- (en) Theodore William Moody, Francis John Byrne Francis X.Martin A New History of Ireland" Tome IX ; Maps Genealogies, Lists. Oxford University Press  (ISBN 0198217455),  Liste p. 201.